# Cathy Gelbin
Cathy S. Gelbin (* 1963) ist eine deutsch-britische Film- und Literaturwissenschaftlerin. Ihr Forschungsschwerpunkt ist die deutsch-jüdische Kultur der Moderne ab dem 19. Jahrhundert. Sie beschäftigte sich mit der filmischen Dokumentation von Zeitzeugenberichten zum Holocaust, der Repräsentation des Holocausts im Film und Genderaspekten. Sie lehrt als Professorin an der University of Manchester und ist Mitherausgeberin des Leo Baeck Institute Year Books for German-Jewish History and Culture.

## Leben
Cathy S. Gelbin wuchs in einer deutsch-amerikanischen jüdischen Familie in Ost-Berlin auf. Ihr Stiefgroßvater war der Schriftsteller Stefan Heym. Sie war als wissenschaftliche Mitarbeiterin am Moses-Mendelssohn-Zentrum der Universität Potsdam tätig. Dort war sie beteiligt an der Entstehung des Holocaust-Zeitzeugen-Projekts Archiv der Erinnerung. In dem Projekt wurden erstmals in Deutschland Zeitzeugenberichte auf Video aufgezeichnet und archiviert. Danach war sie wissenschaftliche Mitarbeiterin und Director of Research and Educational Programmes an der Universität Sussex. Sie war Gastwissenschaftlerin am Leibniz-Institut für jüdische Geschichte und Kultur – Simon-Dubnow, am Selma Stern Zentrum für Jüdische Studien Berlin-Brandenburg und am Bucerius Institute for Research of Contemporary German History and Society der Universität Haifa. Heute ist sie Professorin an der Universität Manchester im Department of German Studies und Mitherausgeberin des Leo Baeck Institute Yearbooks.

## Werk
Gelbins Forschungsschwerpunkt liegt auf der Kulturgeschichte jüdischen Lebens in Deutschland und Europa des 19. und 20. Jahrhunderts.
In ihrer Dissertation (1997) untersuchte sie, wie die Lyrikerin und Romanautorin Elisabeth Langgässer sich in ihren Texten zu Fragen von „Rasse“, Hybridität und Identität positionierte. Für das Archiv der Erinnerung editierte und videographierte sie lebensgeschichtliche Interviews mit Überlebenden der Shoah. Sie war auch als Interviewerin an dem Projekt beteiligt, analysierte einzelne Interviews und stellte allgemein-theoretische Betrachtungen zum Genre des videographierten Zeitzeugenberichts an.
Gelbin untersuchte die literarischen und filmischen Adaptionen des Golem von 1808 bis heute, von der Romantik bis zu seiner Darstellung in einer Folge der Zeichentrickserie The Simpsons (Episode Treehouse of Horror XVII (2006)). Gelbin schreibt der Darstellung des Golems, insbesondere in der Populärkultur, eine besondere Rolle für die Formierung einer modernen jüdischen Kultur und Identität zu.
2018 war Gelbin Kuratorin der Shoah-Filmtage im Kino Babylon in Berlin, bei denen 50 Spielfilme zum Holocaust gezeigt wurden. In der Reihe wurden auch Aufnahmen aus dem Projekt Archiv der Erinnerung erstmals im Kino präsentiert.

## Veröffentlichungen (Auswahl)
- Archiv der Erinnerung. Interviews mit Überlebenden der Shoah. (Als Herausgeberin mit Eva Lezzi) Band 1: Videographierte Lebenserzählungen und ihre Interpretationen. Verlag für Berlin Brandenburg, Potsdam 1998, ISBN 3-932981-04-9.
- An Indelible Seal: Race, Hybridity and Identity in Elisabeth Langgässer's Writings. Cornell University 1997 und Blaue Eule Verlag, Essen, 2001.
- The Golem returns: From German Romantic Literature to Global Jewish Culture, 1808-2008. University of Michigan Press, 2011. ISBN  978-0472117598
- Cosmopolitans and the Jews. University of Michigan Press, 2017. ISBN  978-0472130412
- Jews on the Move. Modern Cosmopolitanist Thought and its Others. (als Herausgeberin mit Sander L. Gilman).  Taylor & Francis Ltd, 2018. ISBN  978-1138555303